# Estación de Penitents
Penitents es una estación de la línea 3 del Metro de Barcelona situada debajo la avenida Riera de Vallcarca (anteriormente denominada del Hospital Militar), en el distrito de Gracia de Barcelona y se inauguró en 1985.
Como curiosidad Penitents fue la estación más profunda del metro de Barcelona desde 1985 hasta 2003, porque con la inauguración de la estación de Ciutat Meridiana de la línea 11 lo dejó de ser.
| << cabecera        | < estación | línea | estación >                 | cabecera >>   |
| ------------------ | ---------- | ----- | -------------------------- | ------------- |
| Metro              |            |       |                            |               |
| Zona Universitària | Vallcarca  |       | Vall d'Hebron / Sant Genís | Trinitat Nova |

- Datos: Q952778
- Multimedia: Penitents metrostation / Q952778